# L'Isle-Adam

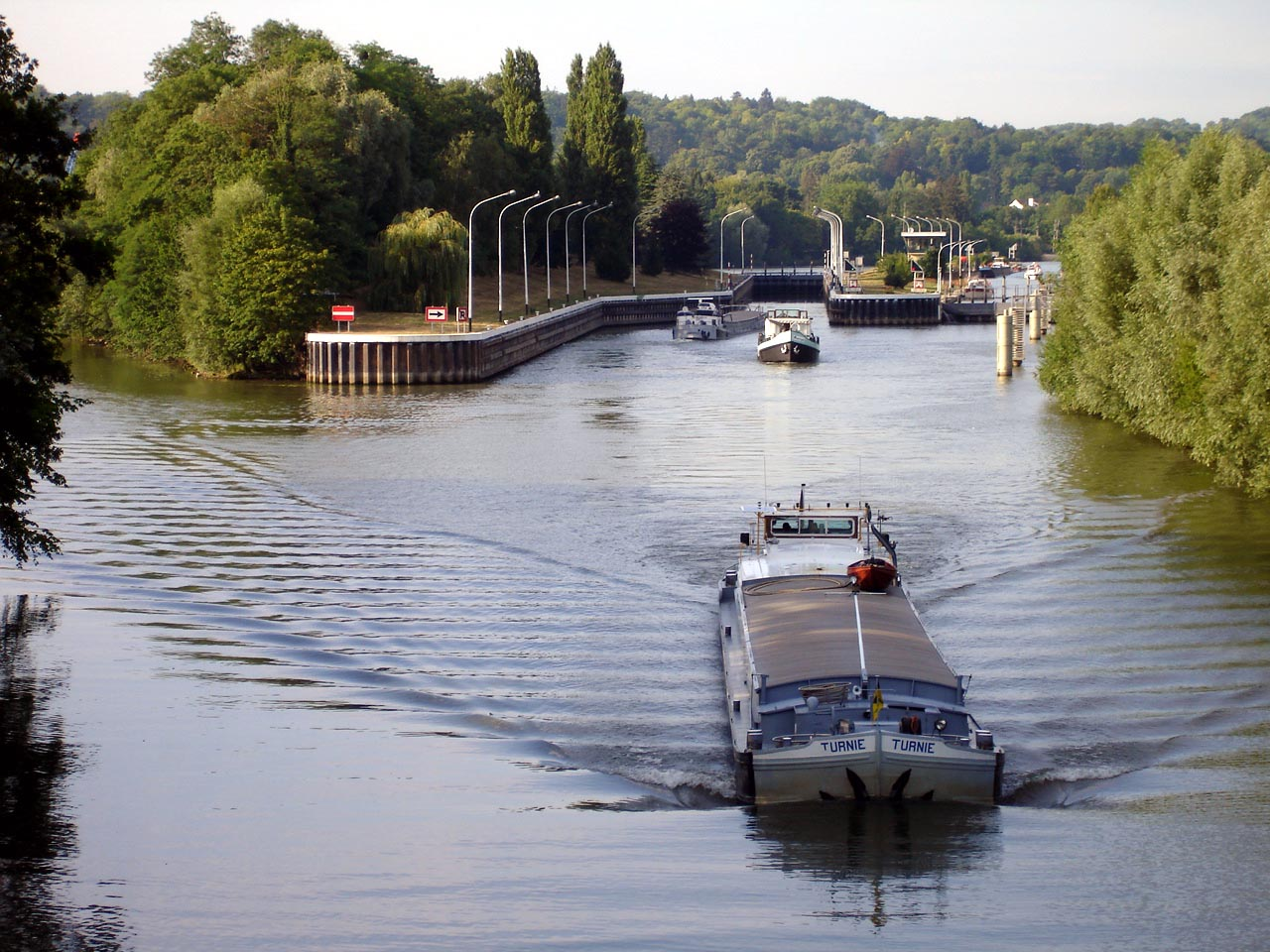
Sluis in de Oise

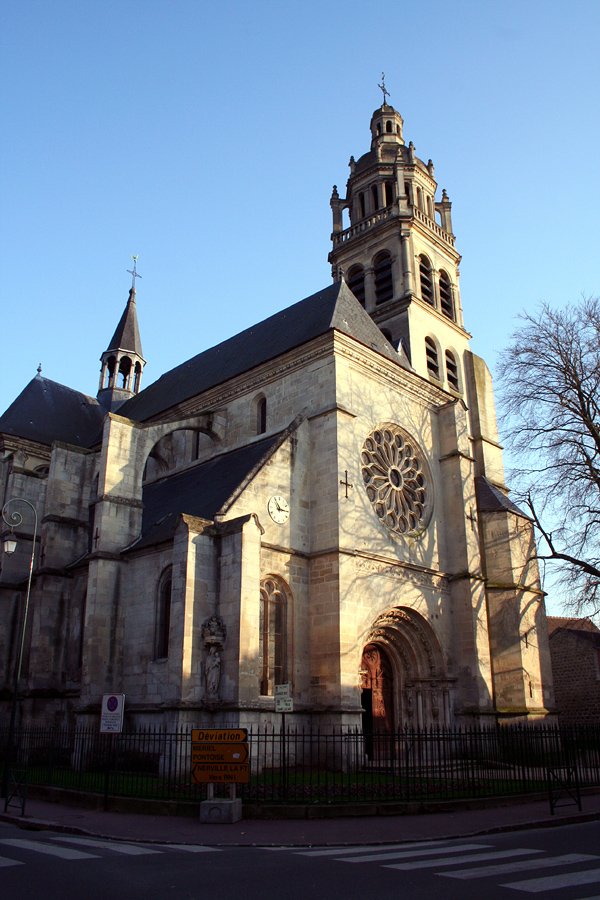
Kerk St.Martin

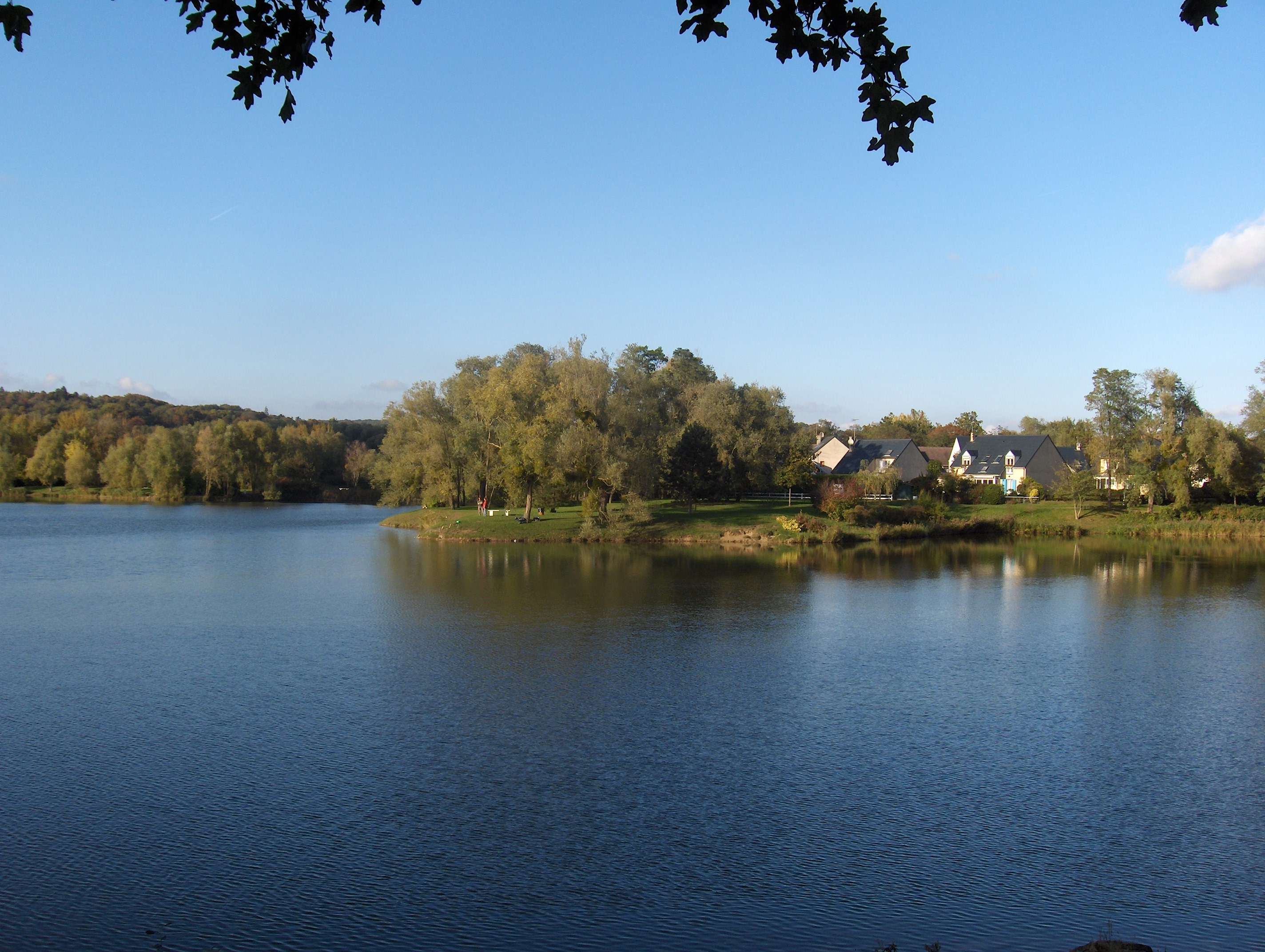
Vijver van La Garenne

L'Isle-Adam is een gemeente in het Franse departement Val-d'Oise (regio Île-de-France) en telt 11.163 inwoners (1999). De plaats maakt deel uit van het arrondissement Pontoise. L'Isle-Adam is een charmant parkstadje tussen de rivier de Oise en het Bos van L'Isle-Adam (Forêt de l'Isle-Adam).

## Geografie
De oppervlakte van L'Isle-Adam bedraagt 14,9 km², de bevolkingsdichtheid is 749,2 inwoners per km².
De onderstaande kaart toont de ligging van L'Isle-Adam met de belangrijkste infrastructuur en aangrenzende gemeenten.

## Demografie
Onderstaande figuur toont het verloop van het inwonertal (bron: INSEE-tellingen).

## Geschiedenis

### De wijk Nogent
De oudste wijk is Nogent. Hier lag reeds een Gallisch dorp, dat onder de Romeinen Novigentum (nieuwe stad) heette. Later werd dat een parochie onder de abdij van Saint-Denis bij Parijs. In de wijk Nogent woonden veel steenhouwers en veel huizen zijn van gehouwen steen. Nogent is in 1944 gebombardeerd door de geallieerden in een poging om een in het bos verscholen lanceerbasis van V2's te vernietigen.

### De wijk van het Centrum
De wijk van het Centrum' is de op-een-na-oudste van de zeven wijken van L'Isle-Adam.
Ter verdediging tegen de invallen van de Noormannen werd in 865 op het 'Grote Eiland' in de Oise vóór Nogent een fort gebouwd. Verwoest en herbouwd, werd het door koning Robert de Vrome in 1014 in beheer gegeven aan Adam de Villiers, eerste burggraaf, die zich Adam de L'Isle noemde. En het eiland, later ook het dorp en de stad, werd L'Isle-Adam. In 1226 nam burggraaf Ansel III de naam Villiers de L'Isle-Adam aan. In 1300 werden Nogent en L'Isle-Adam één parochie.
Beroemde burggraven waren Jean, maarschalk van Frankrijk; en Philippe, grootmeester van de Orde van Jeruzalem, begraven op Malta (1532). Na diens dood ging L'Isle-Adam over op zijn neef uit de familie van de Montmorency. In 1633 werd het eigendom van de prinses van Condé, geboren Montmorency, en zij liet het in 1651 na aan haar jongste zoon, Armand de Conti. Zo werden kasteel en stad eigendom van de prinsen van Bourbon-Conti.
Een ander beroemd lid van de familie Villiers de l'Isle-Adam was Louis, bisschop van Beauvais, vriend van Lodewijk XII en 'aalmoezenier van de armen'. Hij was een groot kerkenbouwer, o.a. bouwde hij de (mislukte) halve kathedraal van Beauvais. Omdat de kapel van Nogent te klein was geworden, liet hij zijn broer Antoine, heer van L'Isle-Adam, de 'nieuwe' parochiekerk St.Martin bouwen. De bouw begon in 1499 en de kerk werd in 1567 onder Anne van Montmorency ingewijd.
De kerk St.Martin heeft een mooie 16e-eeuwse eikenhouten portaaldeur van Jean Bullant. Er op afgebeeld zijn de dood, het oordeel, het paradijs, de hel, deugden en ondeugden. De klokkentoren, die in 1661 afbrandde, is herbouwd in de 19e eeuw.
Het schip heeft een eenvoudig gratengewelf, maar de gewelfpatronen van de zijbeuken zijn complex. De forse pilaren zijn met friezen en palmen luchtiger gemaakt. Het zangkoor is versierd met musicerende engelen. Links achter in de kerk staat een gescheurde klok uit een verdwenen carillon. Rechts in de zijbeuk is de grafkapel van een prins van Bourbon-Conti: de Franse Revolutie liet van het mausoleum weinig over. De zijkapel links bevat de relikwieën van St.Godegrand uit de priorij op het eiland. Erboven hangt een foto van het 16e-eeuwse altaarstuk dat in 1974 gestolen is. Bij het hoofdaltaar is een wit standbeeld van Sint Maarten te zien.

De 15e-eeuwse koorbanken komen uit een kerk in Bordeaux en zijn hierheen gehaald door de 19e-eeuwse pastoor Grimot. Er is nog een aardig versierde houten zijkapel uit de 17e eeuw en een moderne Mariakapel. De uitbundig gebeeldhouwde preekstoel is gedateerd 1560 en komt waarschijnlijk uit Duitsland.

De oude glas-in-loodramen zijn tijdens de Tweede Wereldoorlog vernield. De nieuwe ramen die lokale Heren en het leven van St. Martinus uitbeelden, boeien door hun precisie en hun kleurenpracht.
Bij de kerk ligt het kleine maar interessante kunst en historie Musée Louis Senlecq. Dit fraaie gebouw was een school van de jozefieten; door Bourbon-Conti gebouwd in renaissancestijl. Ook in het centrum staat het renaissancestadhuis met een fontein erbij. De grote markthal lijkt oud, maar is imitatie-Renaissance uit 1982.

### Latere wijken
Al in de 17e-18e eeuw leidden meerdere brede lanen vanaf het eiland het bos in. Voor hun hooggeplaatste gasten lieten de Prinsen van Conti langs die lanen statige herenhuizen bouwen met tuinen en parken. Ten zuiden van het centrum zijn in de wijk van het Park die landgoederen in de 19e eeuw opgedeeld in kleinere bouwpercelen en volgebouwd. Ook 19e-eeuws, maar minder dicht bebouwd, is de wijk van Les Bonshommes op de plek van de middeleeuwse priorij met die bijnaam.
Nog ruimer van opzet is de wijk Parc de Cassan, aangelegd na 1970. Hier gaan 500 luxe woningen bijna onmerkbaar op in het groen en de waterpartijen van het park van het voormalige kasteel van Cassan, waarvan slechts het beroemde Chinese paviljoen rest.
De wijk La Faisanderie, fazanterij, is gebouwd in het park van kasteel de la Faisanderie, dat was getekend door Le Nôtre. Hier zijn in de jaren 1960-1970 sportaccommodaties, scholen en residenties voor ouderen gebouwd. Het is door grote visvijvers gescheiden van de nieuwste wijk La Garenne (~ (uiter-)waard, konijnenveld, polder). De visvijvers zijn in 1982 en 1993 gerenoveerd en daarna verrees tussen de vijvers en het bos deze zeer aangename nieuwbouwwijk van 500 woningen, winkels en een school.

## Geboren in L'Isle-Adam
- François-Louis Magallon (1754-1825), Frans generaal en gouverneur
- Robert Hirsch (1925), Frans acteur